# Huazhou

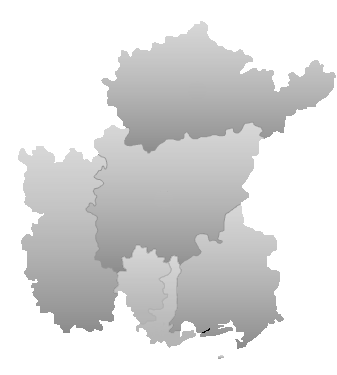
Lage des kreisfreien Stadt Huazhou im Gebiet der bezirksfreien Stadt Maoming

Huazhou (chinesisch 化州市, Pinyin Huàzhōu Shì) ist eine chinesische kreisfreie Stadt in der Provinz Guangdong. Sie gehört zum Verwaltungsgebiet der bezirksfreien Stadt Maoming. Huazhou hat eine Fläche von 2.357 km² und zählt 1.291.668 Einwohner (Stand: Zensus 2020).

## Administrative Gliederung
Auf Gemeindeebene setzt sich die kreisfreie Stadt aus fünf Straßenvierteln und siebzehn Großgemeinden zusammen. 